# Џек Конгер
Џон „Џек” Конгер (енгл. John "Jack" Conger; Роквил, 26. септембар 1994) амерички је пливач чија специјалност су трке слободним, делфин и леђним стилом на 100 и 200 метара.

## Спортска каријера
Конгер је доста рано почео да тренира пливање, а први званични наступ имао је на националном првенству Сједињених Држава за јуниоре 2009. године. Прво званично међународно такмичење на ком је учестовао је било Светско јуниорско првенство у перуанској Лими 2011. на ком је успео да се пласира у финала обе појединачне спринтерске трке леђним стилом. Први значајнији успех у сениорској конкуренцији постигао је на националном првенству у Индијанаполису 2012. освојивши сребрну медаљу у трци на 200 леђно, да би потом учествовао и на трајалсима за ЛОИ 2012. у Лондону где није успео да се избори за место у олимпијској репрезентацији Сједињених Држава.
Прве медаље у међународној конкуренцији освојио је на Универзијади у Казању 2013 — злато на 200 леђно и бронзу у штафети 4×100 мешовито. Серију добрих резултата на Универзијади поновио је и две године касније у Квангџуу где је освојио још четири медаље, злато, два сребра и бронзу.
Конгер је био члан олимпијске репрезентације Сједињених Држава на ЛОИ 2016. у Рију де Жанеиру где је пливао у квалификацијама штафетне трке на 4×200 слободно. Американци су касније у финалу освојили златну медаљу која је аутоматски додељена и пливачима који су пливали само у квалификационим тркама, без обзира што нису наступали у финалу. Током боравка у Рију, Конгер је заједно са колегама из репрезентације Рајаном Локтијем, Гунаром Бенцом и Џимијем Фајгеном био оптужен за вандалско понашање на једној локалној бензинској пумпи, а потом и за лажно сведочење у вези са поменутим инцидентом.
Дебитанстски наступ на светским првенствима имао је у Будимпешти 2017. где је успео да се пласира у финале трке на 200 делфин (пето место), док је као члан штафете 4×200 слободно освојио бронзану медаљу. Две године касније, у Квангџуу 2019. освојио је по једно сребро и бронзу у штафетним тркама на 4×100 мешовито и 4×200 слободно, док је у трци на 100 делфин заузео 11. место у полуфиналу и није успео да се пласира у финале.